# Diode–transistor logic

DTLによる2入力NANDゲートの単純化した回路図

Diode-transistor logic (DTL) はバイポーラトランジスタとダイオードと抵抗器で構成される、ディジタル回路において論理回路を実現する方式の一種である。transistor–transistor logic (TTL) はDTLが発展したものである。ANDゲートなどの論理ゲート機能をダイオードのネットワークで実現し、増幅機能をトランジスタで実現しているため、（RTLやTTLとの対比で）このように呼ばれている。

## 動作
DTL論理回路は、右図では D1, D2, R1 で構成されている論理演算を実現する前半のダイオード論理（diode logic）部分と、後半のトランジスタによるアンプ部分から成る。この回路図に示されているように、トランジスタのベースに負のバイアス電圧をかける必要があり、それによって不安定または不正な動作を防ぐ。代替手法として、ゲートのファンアウト（後段のゲートを駆動できる能力）を増大させるためにトランジスタやダイオードを追加して回路を構成することもある。IBM 1401 は右図のような単純なDTL回路を使っていたが、上述のベースのバイアス電圧の問題を解決するため、ダイオードを追加するのではなく異なる電源電圧で動作するNPNとPNPに基づくゲートを交互に配置していた。
集積回路化する場合、図のR3を2個のダイオードで置き換え、入力の一方または両方がLOの場合にベース電流が流れるのを防ぐ。その上でR4も削除して単一の電源電圧だけで動作するようにする。

## 低性能
それ以前の resistor-transistor logic (RTL) に対する最大の優位点は、ファンイン（入力線の数）を増やせる点である。しかし、伝達遅延は相対的に大きいままとなっている。全入力がHIとなってトランジスタが飽和状態になるとき、電荷がベースに蓄えられる。飽和状態でなくなるとき（入力がLOになるとき）この蓄えられている電荷が解放されるが、それにかかる時間が伝達遅延の主要因である。性能を改善する1つの方法として、トランジスタのベースと負の電圧の間を抵抗器でつなぐ方法があり、それによって電荷の解放を加速させる。
TTLでは論理ゲート部分をマルチエミッタ・トランジスタにすることでこの問題を解決しており、同時に集積回路として実装したとき必要な面積が小さくなるという利点がある。

## CTDL
もう1つのDTLの性能改善法として、R3をまたぐようにコンデンサを追加し、R2と直列にコイルを追加する。この技法は IBM 1401 でも使われ、CTDL (complemented transistor diode logic) と呼ばれた。